# Hasse Burman
Hasse Burman, egentligen Hans Lennart Burman, född 17 januari 1926 i Umeå, död 27 oktober 2022, var en svensk underhållare och musiker (sång, kontrabas, gitarr och banjo).

## Artistbiografi
Hasse Burman var under 1950- och 1960-talen kanske mest känd, tillsammans med Roffe Berg, som medlem i Charlie Norman Trio. Hans instrument var framför allt kontrabas, men han spelade också gitarr och banjo. År 1949 var han med i Charles Redlands orkester och spelade gitarr där, året efter gick han över till Hasse Kahns orkester och där blev basen hans instrument. Mellan 1951 och 1957 spelade han tillsammans med Putte Wickman, och från 1957 och 13 år framåt var han en del av Charlie Norman Trio. Efter åren hos Charlie Norman började han spela revy med Tjadden Hällström. På senare år försåg Burman många av landets nyårsrevyer med textmaterial.
Under 1960-talet spelade han in en rad skivor i eget namn, vilka ofta på något sätt var humoristiska. Han var bland annat en av flera artister som spelade in en version av "Åh Maria, jag vill hem" (1962). Den blev hans största framgång på skiva, den låg tio veckor på försäljningslistan Kvällstoppen och nådde som bäst plats 8. "Iwan Iwanowitsch" (1961) var också en låt som flera artister gjorde, till exempel Little Gerhard och Anna-Lena Löfgren. När avfolkningen av Norrland blev ett stort debattämne i slutet av 1960-talet spelade han in "Vi flytt' int'" 1970.
Han medverkade även i några filmer, bland annat två filmer om 47:an Löken och i filmen "Tre dar på luffen".
Hasse Burman stod också på teaterscenen och spelade bland annat på Vasan, Intiman, Folkan och Göta Lejon, alla i Stockholm. 1963 var han som medlem i Charlie Norman Trio med i Melodifestivalen. Trion framförde två låtar, "Storstadsmelodi"  kom på andra plats och "Hong Kong-Sång", som blev oplacerad.
Under 1969 var han en av de fasta medverkande i TV-programmet Partaj.

## Filmer
- 1934 – Anderssonskans Kalle - en pojke
- 1952 – Skivscheiken Nr 1 - basist
- 1956 – Den hårda leken - basist
- 1964 – Tre dar på luffen - medlem av Johnny Lansing Boys
- 1971 – 47:an Löken - löjtnant
- 1972 – 47:an Löken blåser på - Lars Löja, löjtnant

## Teater

### Roller (ej komplett)
| År   | Roll | Produktion                                  | Regi | Teater |
| ---- | ---- | ------------------------------------------- | ---- | ------ |
| 1992 |      | Bröderna Östermans huskors Oscar Wennersten |      | Folkan |